# Petite Sauldre
Petite Sauldre – rzeka we Francji, przepływająca przez tereny departamentów Cher i Loir-et-Cher, o długości 63,3 km. Stanowi dopływ rzeki Sauldre.